# Mathias Auinger
Mathias Auinger (* 8. Mai 1810 in Lindach; † 11. Oktober 1890 in Wien) war ein österreichischer Paläontologe.
Auinger war Soldat und Burggendarm. 1849 wurde „Hofhausknecht im k. & k. Hof-Mineralien-Cabinet“ und 1859 Aufseher. Von 1871 bis 1882 war er Beamter. Er war Mitarbeiter von Moritz Hoernes, mit dem er Die fossilien Mollusken des Tertiärbeckens von Wien verfasste und Rudolf Hoernes, mit dem er Mollusken aus dem Tertiär beschrieb.

## Veröffentlichungen
- mit Rudolf Hoernes: Die Gastropoden der Meeresablagerungen der 1. und 2. Mediterranstufe in der österreichisch-ungarischen Monarchie. In: Abhandlungen der k. k. Geologischen Reichsanstalt. Band 12, 1879, S. 1–152 (zobodat.at [PDF]).